# Boësse (Deux-Sèvres)
Pour les articles homonymes, voir Boësse.
Boësse est une ancienne commune française située dans le département des Deux-Sèvres, en région Nouvelle-Aquitaine.

## Géographie
Le village de Boësse se trouve au nord du département, par longitude 00° 28' 23" Ouest et par latitude 46° 58' 41" Nord.
Avant la fusion, sa superficie était de 15,19 km².
L'altitude varie de 79 m à 139 m, avec une altitude moyenne de 122 m. Le bourg se trouve en surplomb de l'Argenton, sous-affluent de la Loire.

## Histoire
Le 1er septembre 2006, Boësse a fusionné avec Argenton-Château et Sanzay pour former la nouvelle commune d'Argenton-les-Vallées.

## Démographie
| 1793 | 1800 | 1806 | 1821 | 1831 | 1836 | 1841 | 1846 | 1851 |
| ---- | ---- | ---- | ---- | ---- | ---- | ---- | ---- | ---- |
| 428  | 164  | 281  | 433  | 401  | 416  | 375  | 393  | 397  |

| 1856 | 1861 | 1866 | 1872 | 1876 | 1881 | 1886 | 1891 | 1896 |
| ---- | ---- | ---- | ---- | ---- | ---- | ---- | ---- | ---- |
| 422  | 460  | 480  | 489  | 503  | 473  | 478  | 483  | 475  |

| 1901 | 1906 | 1911 | 1921 | 1926 | 1931 | 1936 | 1946 | 1954 |
| ---- | ---- | ---- | ---- | ---- | ---- | ---- | ---- | ---- |
| 433  | 434  | 424  | 400  | 369  | 350  | 354  | 361  | 372  |

| 1962 | 1968 | 1975 | 1982 | 1990 | 1999 | - | - | - |
| ---- | ---- | ---- | ---- | ---- | ---- | - | - | - |
| 353  | 341  | 340  | 398  | 412  | 429  | - | - | - |